# Morelos, Coahuila
Morelos là một đô thị thuộc bang Coahuila, México. Năm 2005, dân số của đô thị này là 7221 người.